# ونهر
روستای ونهر یکی از روستاهای شهرستان فلاورجان در استان اصفهان است.

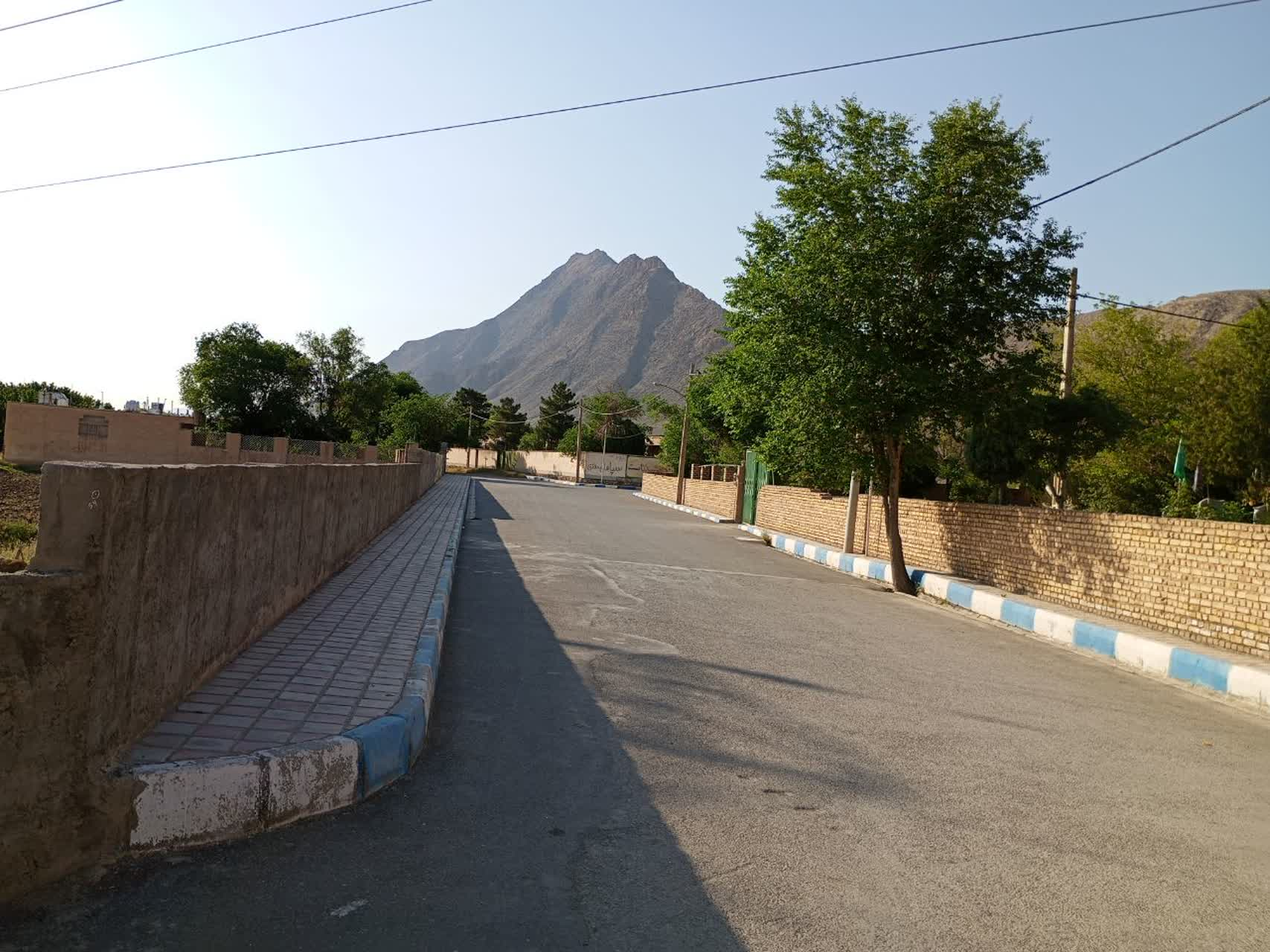

این روستا دارای تعداد زیادی برج کبوتر بوده که در حال حاضر کمتر از ۱۰ تای آن باقی مانده.